# اوک لیف (تگزاس)
اوک لیف، تگزاس(به انگلیسی: Oak Leaf, Texas) شهری در ایالت تگزاس از ایالات جنوبی ایالات متحده آمریکا است. در سرشماری سال ۲۰۰۰، جمعیت این شهر ۱۲۰۹ نفر اعلام شد.